# 白背钻地风
白背钻地风（学名：Schizophragma hypoglaucum）为虎耳草科钻地风属下的一个种。

## 扩展阅读
- 維基物種上的相關：白背钻地风